# Smith & Wesson 36
La Smith & Wesson Model 36 (in precedenza "Chiefs Special") è una rivoltella calibro .38 Special, il cui progetto venne elaborato al termine della seconda guerra mondiale e prodotto dalla Smith & Wesson a partire dal 1950.

## Storia
La produzione di quest'arma iniziò subito dopo la fine della seconda guerra mondiale, quando l'impresa statunitense iniziò nuovamente a produrre armi per il mercato civile. La Smith & Wesson aveva intenzione di produrre un'arma piccola ma che fosse in grado di utilizzare le munizioni .38 special. La nuova pistola venne presentata al convegno del'"International Association of Chiefs of Police" del 1950 e accolta con favore dagli esperti del settore, venendo immessa sul mercato con la denominazione "Chiefs Special" perchè destinata alle forze di polizia; dal 1957 in poi ne venne mutato il nome in "Model 36".

## Caratteristiche generali
È costruita sul telaio più piccolo tra quelli adottati dalla Smith & Wesson, designato con la lettera "J", e ha un tamburo da 5 colpi. 
Quest'arma nasce fondamentalmente con lo scopo di garantire buona affidabilità, precisione e potenza in un formato compatto, facile da occultare e utilizzare. Il munizionamento usato più frequentemente per questa categoria di armi è il calibro .38 Special. Per questa pistola, nonostante supporti ogni tipologia del calibro sopracitato, così come per altre, è consigliabile non utilizzare le munizioni +P; questo perché non si potrà mai sfruttarne appieno le potenzialità, data la canna ridotta e sarebbe un investimento inutile da effettuare.

## Aspetti critici
L'arma si segnala per alcuni aspetti potenzialmente fastidiosi per l'utilizzatore, come:
- cane troppo grande: in un revolver e in una pistola semi-automatica, costituisce una parte integrante dell'arma e il fatto che sia così grosso è un problema non indifferente, dato che molto spesso tende ad impigliarsi nel vestiario o nella fondina; in questo caso non è proporzionato alle dimensioni dell'arma;

- impugnatura molto piccola: questo è un fattore suscettibile di influenzare negativamente la precisione e la qualità del tiro a causa dell'eccessivo rinculo;

- asta di estrazione posta nel carrello a "J" non sempre funzionante, vi sono casi in cui l'arma si inceppa;

- canna troppo corta.

## Varianti
Di quest'arma esistono alcune varianti: la Smith & Wesson Model 37 con castello alleggerito in alluminio ("Airweight"), la Smith & Wesson Model 40 ("Centennial"), di dimensioni ridotte e cane interno, e la Smith & Wesson Model 60 ("Lady Smith") in acciaio inox, rivolto all'utenza femminile (anche se oggi il nome si riferisce ad un revolver in calibro .357 Magnum). 
Simil sono anche i modelli della serie Smith & Wesson bodyguard, con fusto in alluminio) il quale, a differenza del modello 40 funzionante in sola doppia azione, conserva la possibilità di armare il cane e sparare in azione singola. Un'apposita carenatura del fusto fa sporgere infatti solo la cresta del cane limitando i rischi di impigliamento. Nel 1959 venne lanciata sul mercato anche la versione tutta in acciaio del modello 38 col nome di modello 49.